# Коробиха (Восточно-Казахстанская область)
Коробиха (каз. Коробиха) — село в Катон-Карагайском районе Восточно-Казахстанской области Казахстана. Административный центр Коробихинского сельского округа. Находится примерно в 49 км к северо-востоку от районного центра, села Улкен Нарын. Код КАТО — 635445100.

## Население
В 1999 году население села составляло 881 человек (456 мужчин и 425 женщин). По данным переписи 2009 года, в селе проживали 552 человека (294 мужчины и 258 женщин).